# Space Patrol (1962)
Space Patrol ist eine britische Marionetten-Science-Fiction-Fernsehserie von 1963. Sie wurde von Roberta Leigh und Arthur Provis produziert, die zuvor mit Gerry Anderson zusammengearbeitet hatten; die Serie weist daher deutliche Parallelen zu Andersons Serie Fireball XL5 auf. In den USA wurde Space Patrol unter dem Titel Planet Patrol ausgestrahlt, um eine Verwechslung mit der gleichnamigen US-amerikanischen Fernsehserie zu vermeiden. Die Erstausstrahlung erfolgte vom 7. April 1963 bis zum 30. Dezember 1963. Auf Grundlage der Serie entstand auch eine Comic-Edition; die Geschichten schrieb Leigh, die auch sämtliche Drehbücher der Fernsehserie verfasste.

## Handlung
Im Jahr 2100 bilden die Erde, Venus und Mars gemeinsam die „United Galactic Organization“ (UGO); Hauptstadt ist New York City. Space Patrol ist die Weltraumpolizei der Union. Geführt wird sie von Colonel Raeburn, der von seiner venusischen Assistentin Marla effektiv unterstützt wird. Die eigentliche Patrouille besteht aus Captain Larry Dart, dem Venusier Slim und dem Marsianer Husky und den Raumschiffen Galasphere 34 und Galasphere 024. Wissenschaftlich unterstützt wird Space Patrol von dem irischen Professor Aloysius O’Brien O’Rourke Haggarty, genannt „Pop“, und seiner Tochter Cassiopeia.
Space Patrol ist zuständig für die Abwehr von Gefahren aller Art, kämpft gegen außerirdische Invasoren, Kriminelle oder aufständische Roboter und untersucht ungewöhnliche Naturphänomene.

## Produktionsnotizen
Leigh hatte bereits mit Anderson The Adventures of Twizzle und Torchy the Battery Boy produziert, Provis war ein ehemaliger Geschäftspartner von Anderson. Leigh war die erste weibliche britische Filmproduzentin, die eine eigene Gesellschaft besaß. Außer in Großbritannien wurde die Serie in den USA, Kanada und Australien ausgestrahlt.

## Überlieferung
Die Serie galt Jahrzehnte als verschollen, bis Ende der 1990er-Jahre in Leighs Garage eine Sammlung von sämtlichen Episoden im 16-mm-Film-Format gefunden wurde. Von der ursprünglichen 35-mm-Film-Fassung sind nur zwei Episoden überliefert. Eine vollständige DVD-Edition liegt vor.